# Orme
Orme é uma cidade  localizada no estado norte-americano de Tennessee, no Condado de Marion.

## Demografia
Segundo o censo norte-americano de 2000, a sua população era de 124 habitantes.
Em 2006, foi estimada uma população de 119, um decréscimo de 5 (-4.0%).

## Geografia
De acordo com o United States Census Bureau tem uma área de
10,8 km², dos quais 10,8 km² cobertos por terra e 0,0 km² cobertos por água. Orme localiza-se a aproximadamente 258 m acima do nível do mar.

## Localidades na vizinhança
O diagrama seguinte representa as localidades num raio de 16 km ao redor de Orme.